# Șotrile
Șotrile est une commune roumaine du județ de Prahova, dans la région historique de Valachie et dans la région de développement du Sud.

## Géographie
La commune de Șotrile est située dans le nord-ouest de județ, dans la vallée de la Doftana, sur la rive gauche de la rivière, à 8 km au nord de Câmpina et à 45 km au nord-ouest de Ploiești, le chef-lieu du județ.
La municipalité est composée des six villages suivants (population en 1992) :
- Lunca Mare (551) ;
- Plaiu Câmpinei (733) ;
- Plaiu Cornului ;
- Seciuri (403) ;
- Șotrile (1 194), siège de la commune ;
- Vistieru (516).

## Politique
| Identité                     | Période           | Période           | Durée              |
| Identité                     | Début             | Fin               | Durée              |
| ---------------------------- | ----------------- | ----------------- | ------------------ |
| Daniel Bogdan Davidescu (d), | 2008              | 1er novembre 2024 | 16 ans             |
| Elena-Irina Davidescu (d)    | 1er novembre 2024 | En cours          | 4 mois et 13 jours |

## Démographie
Lors du recensement de 2011, 81,25 % de la population se déclarent roumains et 16,01 % comme roms (2,64 % ne déclarent pas d'appartenance ethnique et 0,09 % déclarent appartenir à une autre ethnie).
De plus, 94,68 % déclarent être chrétiens orthodoxes et 2,37 % être pentecôtistes (2,64 % ne déclarent pas d'appartenance religieuse et 0,3 % déclarent appartenir à une autre ethnie).

## Économie
L'économie de la commune repose sur l'agriculture et l'élevage.

## Communications

### Routes
La route régionale DJ207 mène vers le sud à Câmpina et vers l'ouest à Breaza et la route nationale DN1.